# Bermudasturmvogel

Verbreitungsgebiet

Der Bermudasturmvogel (Pterodroma cahow), auch als Cahow oder Bermudasturmtaucher bezeichnet, ist ein seltener Seevogel aus der Gattung der Hakensturmtaucher (Pterodroma). Früher war er auf ganz Bermuda verbreitet, heute erstreckt sich sein Verbreitungsgebiet auf einige wenige rattenfreie Inseln. 
Der Bermudasturmvogel ist eine sogenannte Lazarus-Art, das heißt, sie wurde nach mehr als 300 Jahren, in denen sie als ausgestorben galt, in einem kleinen Restbestand wiederentdeckt. Nach einem Tiefststand von 17 und 18 Brutpaaren in den 1950er Jahren gab es 2022 wieder etwa 550 Bermuda-Sturmvögel.

## Beschreibung
Der Bermudasturmvogel erreicht eine Länge von 38 Zentimetern und eine Flügelspannweite von 89 Zentimetern. Die Haube, die die Augen mit umschließt, und die Oberseite sind braungrau. Auf dem Nacken befindet sich ein braunes Kragenband. Der Schnabel ist schwarz. Die Unterseite ist weiß, die Flügel sind weiß mit schwarzen Kanten. Im Flug ist er leicht mit dem größeren Teufelssturmvogel zu verwechseln.

## Lebensweise

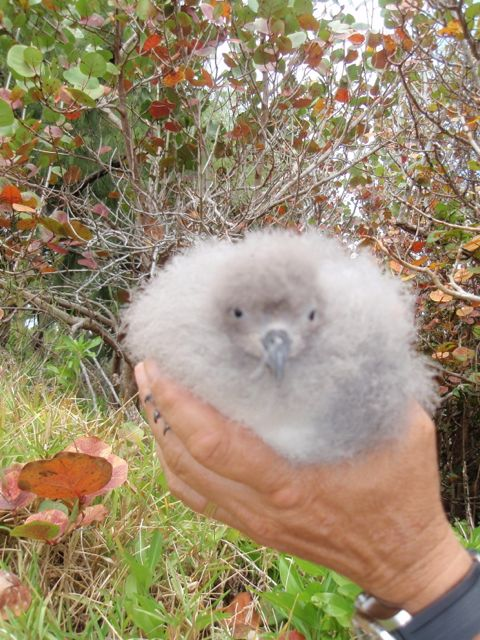
Küken eines Bermuda-Sturmvogels

Über die Lebensweise des Bermudasturmvogels ist nur wenig bekannt. Er ist nachtaktiv und folgt den Planktonschwärmen des Golfstroms. Die Brutzeit ist von Januar bis Juni. Das Gelege besteht aus einem einzigen Ei. Früher wurden die Eier in Erdhöhlen am Strand abgelegt. Doch Ratten haben die Kolonien auf kleine Felsinseln verdrängt, die nicht gleichermaßen optimal zum Brüten sind. Nach 51 bis 54 Tagen schlüpfen die Jungen, die nach 90 bis 100 Tagen flügge sind.

## Gefährdung
Dieser Vogel war bereits den Seefahrern im 17. Jahrhundert bekannt. Als im Winter 1614/15 ein Schiff auf Bermuda landete, konnten die fast verhungerten englischen Siedler ihr Leben dadurch retten, dass sie die zutraulichen Sturmtaucher töteten. Aufgrund der eingeschleppten Säugetiere auf Bermuda und das Einsammeln der Eier war diese Art schnell verschollen. 1906 entdeckte der Ornithologe Louis L. Mowbray ein Exemplar des Bermudasturmvogels und 1916 erfolgte aufgrund dieses Exemplars die wissenschaftliche Erstbeschreibung durch Mowbray und John Treadwell Nichols. Erst 1951 entdeckte man sechs Nester auf der Insel Castle Harbor und fotografierte sie. Insgesamt zählte man 18 Brutpaare. Damit galt diese Vogelart nach über 330 Jahren als wiederentdeckt. 
1963 war er aber mit einem Bestand von nur 17 Brutpaaren einer der seltensten Vögel der Welt. Der Einsatz von DDT und anderen Insektiziden sorgten dafür, dass nur noch ein Teil der Eier fruchtbar war. Nach dem Verbot von DDT lag der Bestand im Jahr 1994 bei 90 Exemplaren. Aber auch diese Population war vor allem durch die Konkurrenz von anderen Seevögeln wie dem Weißschwanz-Tropikvogel, aber auch durch die Zunahme von Wirbelstürmen bedroht. So zerstörte der Hurrikan Fabian im Jahre 2003 einen großen Teil der Brutpopulation. 2005 lag der Weltbestand bei 250 Vögeln, wobei es im selben Jahr 71 Brutpaare und 35 Jungvögel gab. 2011 wurden 98 Brutpaare gezählt, die 56 Jungvögel aufzogen. 2012 waren es 101 Brutpaare. Im Jahre 2022 gab es 155 Brutpaare, die 77 Jungvögel aufzogen, was eine Gesamtbestand von etwa 550 Vögeln entspricht.